# قرار مجلس الأمن التابع للأمم المتحدة رقم 69
قرار مجلس أمن الأمم المتحدة 69 المعتمد بتاريخ 4 مارس 1949. إن مجلس الأمن وقد تلقى ونظر في طلب إسرائيل الدخول في عضوية الأمم المتحدة، يقرر أن إسرائيل «دولة محبة للسلام» وقادرة وعازمة على تنفيذ الالتزامات التي يتضمنها الميثاق، وبناء على ذلك، يوصي الجمعية العامة بقبول إسرائيل لعضوية الأمم المتحدة.
تبنى المجلس هذا القرار، بتسعة أصوات مقابل صوت ضده (مصر) وامتناع صوت (المملكة المتحدة).

## روابط خارجية
- نص القرار (إنجليزية)